# Areobindo (magister militum)
Areobindo (fl. VI secolo) è stato un generale bizantino vissuto nel VI secolo.

## Biografia
Di famiglia nobile, è possibile che discendesse dagli omonimi consoli del 434 e 506, anche se è solo un'ipotesi basata sul suo nome. Membro del senato, aveva una sorella e aveva sposato una nipote di Giustiniano, Proiecta.
La sua carriera è ignota fino al 545, quando si recò in Africa per assumere il comando degli eserciti campali bizantini stanziati lì come magister militum per Africam; comunque, questa era la sua prima esperienza bellica. Accompagnato dal prefetto del pretorio Atanasio e da Artabane e Giovanni con truppe armene, oltre che dalla moglie e dalla sorella, Areobindo arrivò in Africa nella primavera del 545. Il comando militare fu condiviso con Sergio, che deteneva anch'egli il rango di magister militum per Africam; Sergio decise di occuparsi della difesa della Numidia dai Mauri, mentre Areobindo si occupò della difesa della Byzacena. Areobindo inviò Giovanni contro i Mauri accampati nei pressi di Sicca Veneria sotto il comando di Antala e Stotzas, scrivendo al contempo a Sergio invitandolo ad unirsi con l'esercito di Giovanni contro i Mauri; Sergio decise di non muoversi, determinando la sconfitta dell'esercito bizantino e l'uccisione di Giovanni.
In seguito a questi avvenimenti, nell'autunno 545 Giustiniano richiamò Sergio, dando a Areobindo il completo comando degli eserciti. Due mesi dopo, i Mauri di Numidia e Byzacena unirono le proprie forze e attaccarono Cartagine, sobillate dal traditore Guntari che intendeva uccidere Areobindo per poi spartire con il mauro Antala, con cui aveva avviato segrete negoziazioni, le sue ricchezze; nel frattempo, però, lo stesso Areobindo contattò Cutzinas, il capo dei Mauri della Numidia, riuscendo a convincerlo ad attaccare a tradimento i Mauri di Antala al momento della battaglia. Areobindo ebbe però l'imprudenza del parlare dei contatti con Antala proprio con il traditore Guntari, che tentò allora di guadagnare tempo e mandare a monte il piano proponendo a Areobindo di chiedere a Cutzinas, come garanzia, di consegnare come ostaggi a Areobindo i propri figli. Quando il giorno della battaglia venne, Areobindo, timoroso di combattere, fece di tutto per rinviare la battaglia, riuscendo nell'impresa di rinviarla al giorno successivo.
Convinto a combattere, Areobindo condusse i suoi eserciti in battaglia: ma, per un generale senza esperienza di guerra, vedere i soldati massacrarsi a vicenda fu uno spettacolo insopportabile per i suoi occhi e si diede alla fuga, provocando la rotta dell'esercito, che lo seguì, e la caduta di Cartagine nelle mani di Guntari. Areobindo trovò rifugio in un monastero di Cartagine dove aveva già inviato la moglie e la sorella: qui ricevette il vescovo di Cartagine, Reparato, che gli disse che Guntari lo voleva a palazzo e che gli aveva promesso che non gli avrebbe fatto del male una volta uscito dal monastero; Areobindo gli credette e si recò al palazzo di Guntari, dove fu inizialmente accolto con grandi onori; nel corso della notte, tuttavia, sicari inviati da Guntari lo assassinarono nel letto.